# Zugspitze
O Zugspitze (em alemão: Zug = "trem", Spitze = "pico") é uma montanha situada nos alpes bávaros, no sul do distrito de Garmisch-Partenkirchen. É o ponto mais alto da Alemanha, com os seus 2.962 metros de altitude. Situa-se sobre a fronteira com a Áustria, mas o cume é na Alemanha. O nome tem origem provável nas avalanches, que deixavam marcas bem características de pedras e seixos nas encostas.
Foi pela primeira vez escalado por uma equipa de topógrafos e agrimensores no verão de 1820.
É possível escalá-lo usando trilhas de montanhismo. Da base até ao cume, o tempo de subida é, em média, de dois dias. Comida e alojamento de refúgio encontram-se disponíveis em alguns dos traçados das trilhas.
A altitude precisa do topo do Zugspitze foi matéria controversa durante algum tempo. Os valores estimados situavam-se entre os 2960 m e os 2970 m, mas o valor de altitude usado hoje em dia é consensual pois resulta de um levantamento elaborado pelo Bayerisches Landesvermessungsamt (agência de medidas do estado da Baviera). Por isso o salão do café que se encontra na base a partir da qual é feito o acesso ao monte se chama "2962".
A temperatura mais baixa registada no Zugspitze foi de -35,6°C em 14 de fevereiro de 1940. A mais alta foi em 5 de julho de 1957 quando os termómetros marcaram 17,9°C. Uma rajada em 12 de junho de 1985 registou 335 km/h, a mais alta no Zugspitze. Em abril de 1944 houve queda de neve com altura de 8,3 metros.
O Zugspitze fica numa região com ampla oferta de desportos de inverno e dispõe de um pequeno glaciar, o Schneeferner, que se tem vindo a retrair nas últimas décadas. Local muito turístico, o cume é facilmente acessível por caminho-de-ferro seguido de teleférico, tanto do lado alemão como do lado austríaco. Do cume vê-se quatro países: ao longe vê-se Munique, Alemanha; o Grossvenediger na Áustria; o Piz Bernina na Suíça, e os Dolomitas na Itália.

## História

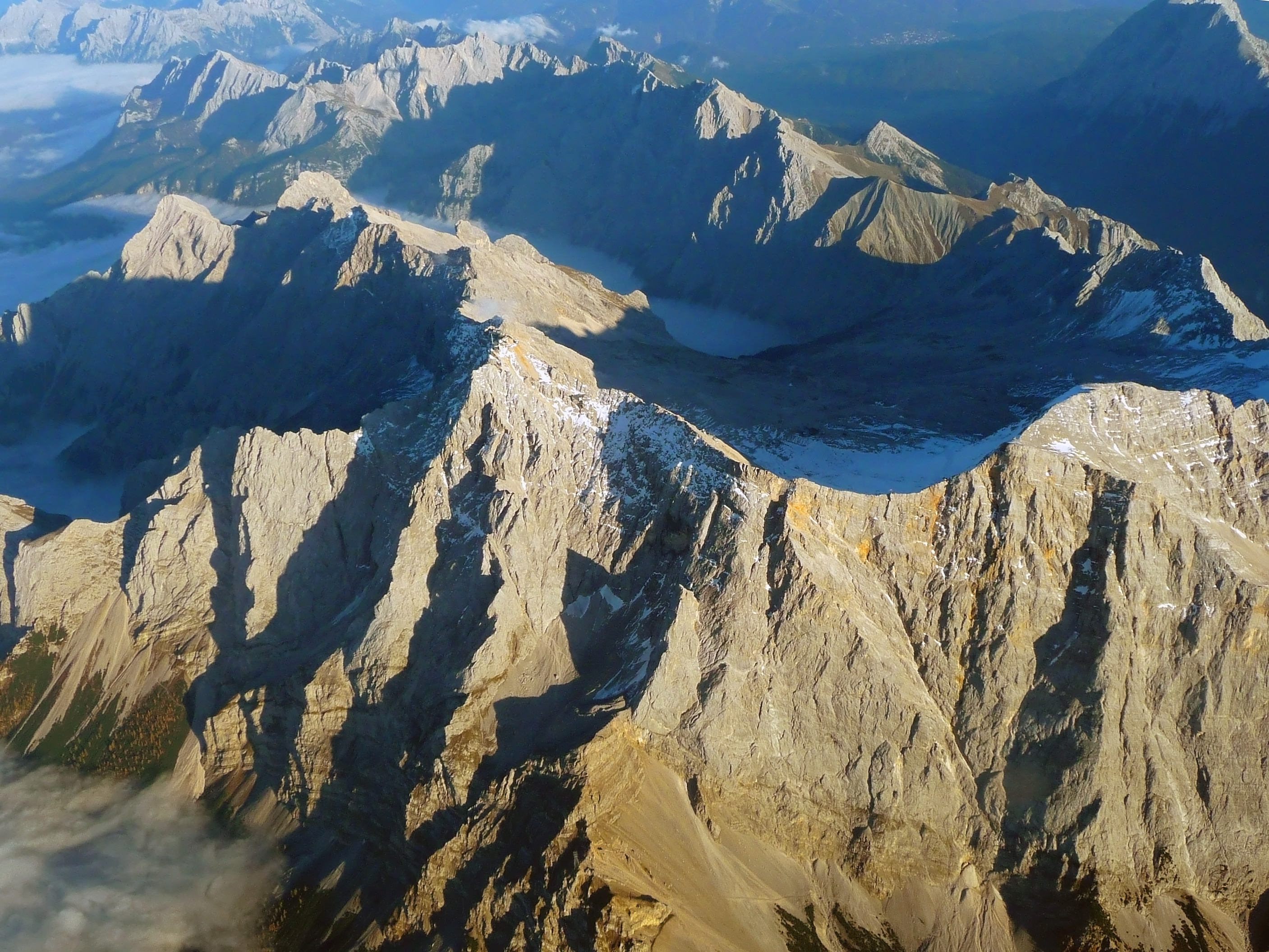
Fotografia aérea do Zugspitze.

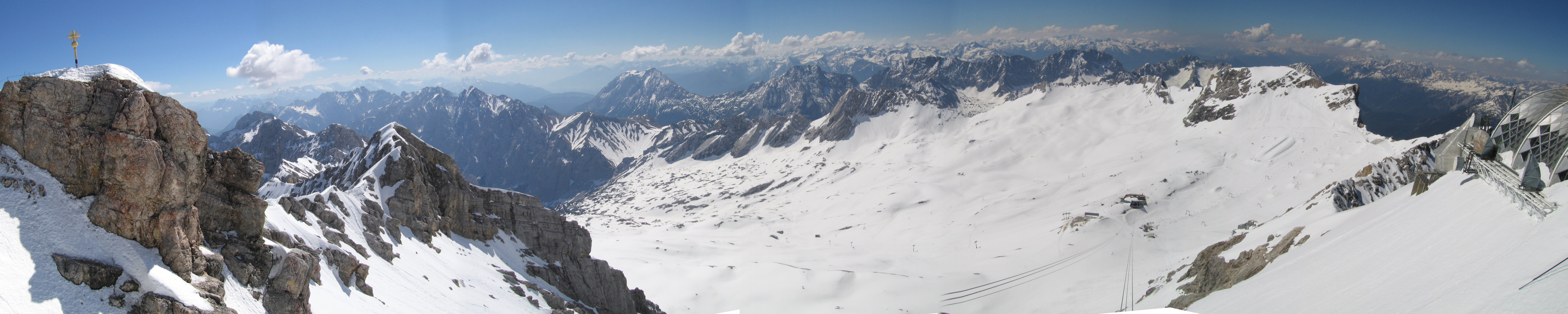
Panorama do Zugspitze. A cruz à esquerda marca o ponto mais alto

A primeira menção ao Zugspitze remonta a uma descrição de 1590 da fronteira entre o Condado de Werdenfels e a Áustria. O nome Zugspitze era pouco conhecido dois séculos depois, de tal modo que o guia turístico "Reise-Atlas von Baiern" de 1796 não o mencionava. Como os locais viviam da criação de gado e do comércio de madeira, a montanha tinha uma importância económica ou turística nula.
No século XIX, com uma expedição, começou o interesse pelo maciço. Essa expedição partiu no dia 7 de agosto de 1807 de Partenkirchen dirigindo-se para a montanha e era formada pelo conde François Gabriel Graf von Bray, o conde e botânico Kaspar Graf von Sternberg, o professor Charles François Duval, e o general de brigada barão Reinhard Friedrich Freiherr von Werneck, acompanhados por doze guias e carregadores. A meta era investigar o curso do rio Partnach até à nascente e medir a diferença de temperatura durante o percurso. No entanto, o relato do conde von Bray não menciona a montanha.
O cume do Zugspitze foi destruído até ficar irreconhecível. O cume ocidental foi dinamitado na Segunda Guerra Mundial, e o central (e alemão: Mittelgipfel) já o fora antes, para construir um teleférico em 1931. Hoje só se pode distinguir o cume ocidental que tem uma cruz dourada no topo.